# Psallus montanus
Psallus montanus is een wants uit de familie van de blindwantsen (Miridae). De soort werd het eerst wetenschappelijk beschreven door Michail Josifov in 1973.

## Uiterlijk
De zwarte, zwartbruine, soms gedeeltelijk rode wants wants is, als volwassen dier, macropteer (langvleugelig) en kan 5 tot 5,5 mm lang worden. Bij de vrouwtjes is het lichaam ovaal, bij de mannetjes is het langwerpig ovaal en is bedekt met goudglanzende schubachtige haartjes. Boven het uiteinde van het verharde gedeelte van de voorvleugels (de cuneus) loopt een lichte streep. Het scutellum is soms rood. Het doorzichtige deel van de voorvleugels heeft gele aders. De pootjes zijn roodbruin, de antennes zijn zwart. Soms is bij vrouwtjes het middelste gedeelte van het tweede antennesegment bruin. Psallus montanus lijkt zeer op Psallus betuleti. De vrouwtjes zijn niet van elkaar te onderscheiden en de mannetjes kunnen alleen met zekerheid van elkaar onderscheiden worden op basis van de genitaliën. Psallus montanus lijkt ook op Psallus aethiops; die heeft echter zwarte openingen van de geurklieren en geen lichte kleur bij de cuneus.

## Leefwijze
De wants doorstaat de winter als eitje en er is één enkele generatie in het jaar. De imagines kunnen van mei tot juli worden waargenomen op ruwe berk (Betula pendula) en zachte berk (Betula pubescens) waar ze zuigen aan het sap van de waardplant en jagen op kleine insecten zoals bladluizen.

## Leefgebied
Het verspreidingsgebied is Holarctisch, voornamelijk in Europa en Noord-Amerika. In Nederland is de soort zeldzaam.